# 강서 나들목
강서 나들목(Gangseo IC)은 경기도 부천시 오정구 고강동, 서울특별시 강서구 외발산동에 걸쳐 설치될 예정인 평택파주고속도로와 오정로의 교차로이다. 2027년에 개통될 예정이다. 평택파주고속도로 파주 방향에서의 진출과 평택 방향으로의 진입만 가능하다.

## 연혁
- 2018년 2월 20일 : 광명 ~ 서울고속도로 신설을 위해 부천시 도시계획시설 교통광장에 고강동 일원을, 서울특별시 도시계획시설 교통광장에 강서구 외발산동 일원을 강서 나들목으로 고시[1]

## 구조물 정보
- 위치 : 경기도 부천시 오정구 고강동, 서울특별시 강서구 외발산동

## 접속하는 도로
- 오정로

## 강서 요금소
강서 요금소는 평택파주고속도로 본선상에 설치될 고속도로 요금소이다. 강서 나들목과 일체화되어 있는 것으로 예정되어 있으며, 평택파주고속도로 남광명 분기점 ~ 88 분기점 구간의 일부로써 강서 나들목과 함께 2027년 12월에 개통될 예정이다. 강서 요금소 ~ 고양 요금소 구간은 무료 구간으로 예정되어 있기에, 同 구간 개통시 인천국제공항고속도로의 접속도로 역할만 했어서 사실상 유료 도로였던 평택파주고속도로의 88 분기점 ~ 행주산성 분기점 구간도 방화대로, 자유로, 권율대로 진출입 차량 한정으로 무료 구간이 될 것이다.